# Motobu
Motobu (本部町?) è una cittadina giapponese della prefettura di Okinawa, nota per ospitare l'Acquario Churaumi.